# Kloveniersburgwal 26

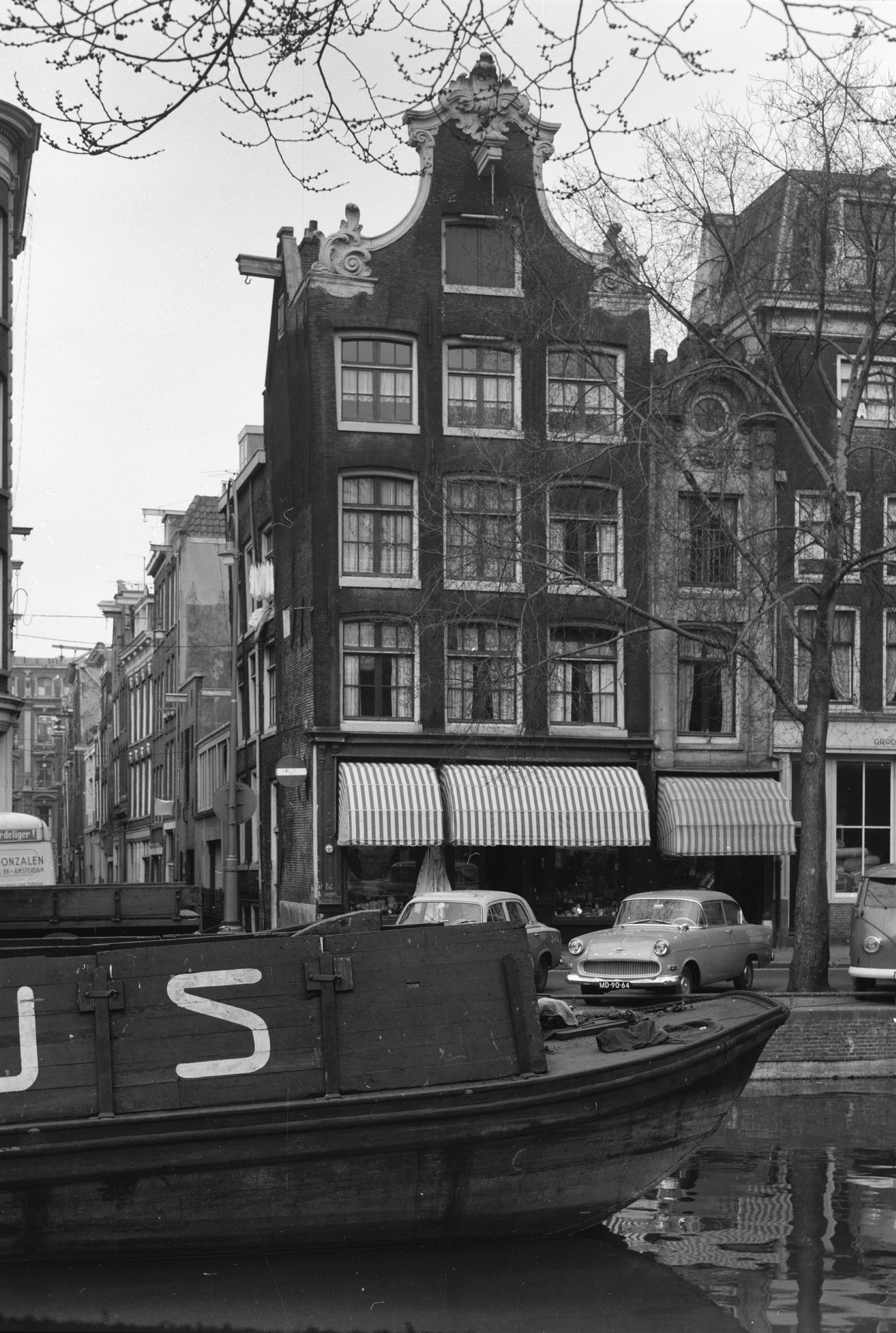
Kloveniersburgwal 26 (r) en 28 (l) in 1963

Kloveniersburgwal 26  te Amsterdam is een gebouw aan de Kloveniersburgwal in Amsterdam-Centrum. Het staat bekend als het Klein Trippenhuis, het staat namelijk schuin tegenover het Trippenhuis op huisnummer 29. Beide gebouwen zijn rijksmonument. Huisnummer 26 is één van de smalste gebouwen in Amsterdam. Het is slechts circa 2,40 meter breed.
Het in breedte kleine gebouw werd neergezet omstreeks 1696 (jaartal in de gevel) naar een ontwerp van vermoedelijk Justus Vingboons, schepper van het veel grotere Trippenhuis met een breedte van 22 meter. Het ontstaan van het kleine huis is vervat in een aantal anekdotes:
- Een bediende (en zijn vriendin) van Hendrick Trip en Louys Trip, zagen de bouw van het grote Trippenhuis en zuchtte “hadden wij maar een huisje zo breed als de deur van het Trippenhuis”, dan zou ik al gelukkig zijn; een van de van gebroeders Trip stond toevallig achter hem en de bediende schrok terug met “het is maar een grapje”; Trip zou daarop hebben gezegd, dat hij zou kijken of er nog wat materiaal overbleef voor een pand ter breedte van een deur in zijn pand. Geschiedkundig onderzoek leverde de ontkenning van het verhaal op; er zit 34 jaar tussen de oplevering van de gebouwen (groot 1662, klein 1696); beide broers Trip waren in dat laatste jaar overigens ook al overleden (respectievelijk 1684 en 1666)
- Het zou ook het resultaat kunnen zijn van een weddenschap om een zo smal mogelijk gebouw neer te zetten. Ook nu weer gold de breedte van de deur van het Trippenhuis als maatstaf
- Een kleine wraakneming van Vingboons, die niet geheel zijn zin kreeg bij het Trippenhuis en overgebleven materiaal gebruikte om te laten wat hij er allemaal niet mee had kunnen doen; dit verhaal kon ook naar de prullenmand vanwege de jaren tussen de opleveringen
- Matthias Trip (zoon van Hendrick) zou een huisje hebben neergezet voor zijn minnares; echter Trip en zijn vrouw woonden in 1696 niet hier maar aan de Keizersgracht.

Probleem bij dit alles is dat de geschiedenissen opgebouwd zijn uit mondelinge overlevering. Ook het jaartal kan bedrieglijk zijn, dergelijke datumstenen werden ook wel gebruikt als er een nieuwe gevel geplaatst werd. De smalte wordt toegewezen aan de plaatselijk belasting voor huizen; deze werd berekend op basis van de gevelbreedte. Dit wordt mede ingegeven omdat de achtergevel bijna zeven meter breed is; het gebouw is gelegen om Kloveniersburgwal 22-24 heen (of Kloveniersburgwal 22-24, dat jonger is, is neergezet op een nog beschikbare ruimte).
De tijd kon wel vastgesteld worden aan de hand van het beeldhouwwerk in de voorgevel. Jan Gijselingh (de jonge) ontwerp en/of leverde onder meer vrouwelijke sfinxen, druiven, zonnebloemen en zandloper uit Bentheimer zandsteen. Historische Vereniging Amsterdam schat in dat het gebouwd is om een steeg dicht te bouwen; het pand kent met twaalf meter een opmerkelijke diepte. De stadsplattegrond van Balthasar Florisz. van Berckenrode laat echter tussen de Koestraat en Bethaniënstraat (waar het gebouw staat) geen steeg zien. De winkelpui is van later datum; vanaf het midden van de 19e eeuw zijn er winkels in het pand gevestigd. In 1974 vond er een grootscheepse renovatieplaats.

Het gebouw is sinds 25 juni 1970 een rijksmonument; de omschrijving in het monumentenregister is summier: 
Pand met zeer smalle zandstenen lisenengevel onder gebeeldhouwde gebogen beëindiging (1696).